# Serra del Castell (l'Estany)

La Serra del Castell, respecte del terme de l'Estany

La Serra del Castell és una serra situada a cavall dels termes municipals de l'Estany i de Santa Maria d'Oló, a la comarca del Moianès.
Està situat a l'extrem nord-occidental del terme estanyenc, on s'estén de nord-oest a sud-oest, coincidint el seu extrem sud-oriental amb el lloc on es troba la masia del Castell. És paral·lela pel costat de migdia de la Carena del Castell. Es troba al nord de l'Heura i al sud de Cantagalls.